# Haze (videojuego)
Haze es un videojuego de acción en primera persona, a la venta desde el 20 de mayo de 2008 en Norteamérica y desde el 23 de mayo de 2008 en la Unión Europea. Está desarrollado por Ubisoft —empresa conocida por multitud de juegos, como Assassin's Creed para las consolas de nueva generación— y Free Radical Design, desarrolladora de videojuegos con base en Inglaterra.

## Lanzamiento
Originalmente, el juego iba a ser estrenado simultáneamente para PlayStation 3, Xbox 360 y PC en verano de 2007. Sin embargo, la fecha de estreno fue pospuesta al invierno, y Sony anunció en una conferencia de prensa en la Electronic Entertainment Expo que Haze sería exclusivo para PlayStation 3. Desde entonces, el lanzamiento se retrasó, y su estreno finalmente se produjo en mayo de 2008. Free Radical declaró entonces, que los retrasos les permitieron incluir varias características nuevas en el juego.

## Argumento

### En el bando de Mantel
Shane Carpenter es un joven idealista y honrado que decide alistarse en el ejército de Mantel. Mantel es una empresa farmacéutica que proporciona un ejército privado para encargarse de los enfrentamientos en la ficticia región de Boa, en Sudamérica. Allí, un ejército guerrillero conocido como la Mano de la Promesa está llevando a cabo una guerra contra Mantel; el grupo guerrillero está dirigido por Gabriel Merino, más conocido como Abrigo de Piel.
En el portaaviones terrestre de Mantel, Shane conoce a sus compañeros de pelotón: el sargento Morgan Duvall y los cabos Peshy, Teare y Correa de reloj. Antes de partir en su primera misión, Duvall deja en tierra a Teare al comprobar que no ha tomado sus «medicinas».
Después de que uno de los aviones de Mantel reciba el impacto de un misil, el equipo de Carpenter es enviado a una zona boscosa para comprobar el estado del avión y su carga. Tras llegar al avión derribado eliminando a miembros de la Mano de la Promesa, Shane observa al piloto moribundo mientras Duvall, Peshy y Correa de reloj descubren que los guerrilleros se han llevado el Néctar. De vuelta al avión, Shane le recrimina a Duvall que priorizara el Néctar sobre el estado del piloto, admitiendo Duvall que el Néctar era lo más importante.
De vuelta al portaaviones terrestre, el equipo de Carpenter es enviado a una mina donde se ha detectado a Abrigo de Piel. Shane parte en su persecución hasta una refinería donde consiguen eliminar a los miembros de la Mano de la Promesa con ayuda de Duvall y su equipo. Finalmente, Shane acorrala y captura a Merino, el cual cuestiona todo aquello que Mantel le ha contado sobre él y le insinúa que quizá esté luchando en el bando equivocado. Poco después llegan Duvall y su equipo quienes se llevan a Merino. Duvall decide entonces cortarle un dedo como castigo por haberles robado el Néctar.
De vuelta al avión, Peshy le sugiere a Duvall que le corte las dos manos, creyendo que un dedo no es suficiente pago. Cuando Duvall se dispone a hacerlo, Shane le apunta con su pistola para evitarlo, pero en ese momento, Merino se abalanza sobre Duvall y Correa de reloj dispara, alcanzando sin querer al piloto. El avión termina estrellándose en un pantano y Shane pierde contacto con su equipo. Mientras se mueve por los pantanos comienza a ser perseguido y disparado por escuadrones de Mantel, hasta que es salvado por un miembro de la Mano de la Promesa.

### En el bando de la Mano de la Promesa
Un convaleciente Shane se despierta en una aldea junto a Merino. Shane empieza a confraternizar con él, cuando el pelotón de Duvall ataca la aldea. Duvall intenta eliminar a Shane, pero cuando se queda sin munición decide marcharse encargándole a Peshy y Correa de reloj la tarea de eliminar a los rebeldes. Ambos atacan a Shane, quien se ve obligado a eliminarlos. Sintiéndose un traidor, Merino le convence de que ahora está en el bando correcto y que Mantel le ha estado engañando todo este tiempo.
Merino le encarga a Shane que acuda a una playa al sur de Gambou, desde donde se ha emitido una señal de socorro, creyendo Merino que es uno de los soldados de Mantel. Shane avanza por la playa enfrentándose a los soldados de Mantel hasta que llega a un buque derruido donde se reencuentra con Teare, el soldado del pelotón de Duvall que éste dejó atrás tras ver que no estaba consumiendo Néctar. Teare le enseña contenedores enteros llenos de cadáveres de soldados de Mantel, sin heridas en ninguno de ellos; Teare afirma que el Néctar los mató, la razón por la que Mantel está en Boa: extraer el Néctar de las plantas de la región y así poder mantener el monopolio de su explotación. En ese momento, un soldado de Mantel hiere de muerte a Teare. Antes de morir, éste afirmó que Mantel debe tener el centro de distribución del Néctar desde un lugar elevado, posiblemente el observatorio.
Tras escapar del barco y llegar con Merino, reciben una señal de que la aldea está bajo el ataque de Mantel. Shane y la Mano de la Promesa rechazan la ofensiva de Mantel y Merino decide cruzar el puente junto a un gran misil para llegar al observatorio. Tras cruzar y volar el puente, Shane llega al observatorio donde destruye la gran fuente de suministro de Néctar. Sin el Néctar, los soldados de Mantel comienzan a comportarse de forma errática y muchos empiezan a sufrir trastorno por estrés postraumático. Ahora que Mantel está sin Néctar y sus soldados están confusos, Merino cree que ha llegado el momento de asestar el golpe final: atacar el mismo portaaviones terrestre de Mantel.
Merino trata de convencer a Shane de ayudar a la Mano; Shane es reticente, pues sabe que ahora los soldados de Mantel están indefensos, y si hacen eso, no serán distintos de Mantel. Finalmente Shane accede, y la Mano de la Promesa asalta mediante helicópteros el portaaviones terrestre. Tras avanzar por el portaaviones eliminando a todos los soldados que se cruzan en su camino, Merino le encarga a Shane que desactive las defensas del portaaviones para que así el misil pueda destruirlo. Shane llega a la sala de mandos donde descubre que es Duvall quien está dirigiendo el portaaviones. Shane trata de persuadir a Duvall para que se rinda, pero éste está dispuesto a luchar hasta la muerte. Shane termina eliminando a Duvall, quien con sus últimas palabras le pide que no le cuente nada a su madre.
Mientras el misil destruye el portaaviones, Shane se reúne con Merino. Éste afirma que el Néctar podría ser una poderosa arma si está en buenas manos, afirmando que Mantel eran «solo animales».

## Personajes
- Shane Carpenter: Shane es un chico sin malicia que estaba harto de ver sufrimiento en el mundo. Decidió unirse a Mantel para cambiar eso, pero al ver que las intenciones de Mantel no eran tan buenas como predicaban, decidió cambiarse de bando para luchar por una causa más justa.

- Morgan Duvall: Duvall disfruta haciendo lo que hace. Duvall tiene dotes de mando, le gusta seguir estrictamente las reglas y es respetado por sus compañeros. También sabe cómo insuflar a sus soldados la dosis de moral que necesitan y no cesa en prestarles su apoyo.

- Adrian Teare: Teare es algo pedante, es más callado que sus compañeros de pelotón pero siempre mira por el bienestar de los mismos.

- Francis Peshy: Peshy fue quarterback en el instituto y se nota. No tiene muchas luces y tiene algo de malas pulgas pero es el que más entusiasmo le echa y siempre se levanta con una sonrisa en su rostro.

- Bobby Dailly: Apodado ¨Correa de reloj¨ por su delgadez. ¨Correa de reloj¨ sigue a pie juntillas las órdenes de sus superiores y es bastante bromista lo que le hace ser el niño mimado del pelotón.

- Gabriel Merino: Apodado ¨Abrigo de piel¨, según Mantel, Merino dirige un levantamiento guerrillero y desuella a sus víctimas con las que se hace un abrigo, de ahí su apodo, también es enormemente violento y arrogante. Aunque la realidad es bastante distinta.

## Néctar
La trama de Haze, gira alrededor del Néctar. El Néctar es una droga alucinógena, aunque Mantel la define como un ¨suplemento alimenticio¨. Al producirse, el Néctar tiene varias consecuencias. Los soldados se convierten en máquinas de luchar, se vuelven mucho más fuertes, su velocidad aumenta, su puntería es más afinada e incluso su visión aumenta pues pueden ver a los enemigos incluso cuando se esconden o se camuflan, además su resistencia también aumenta haciéndoles casi invulnerables a las balas enemigas. Aun así, tienen varios puntos débiles que los guerrilleros de la Mano de la Promesa saben usar. Si un soldado se administra una sobredosis de Néctar empieza a sufrir mareos, la visión se vuelve borrosa y es incapaz de distinguir a enemigos de aliados convirtiéndose en una máquina de matar sin control alguno, por eso los guerrilleros usan los administradores de Néctar de los soldados para pegarlos a una granada y que al estallar libere una gran nube de Néctar que contamine a los soldados produciéndoles una sobredosis. Pero a la larga, el Néctar es mortal, debido al gran potenciamiento de los sentidos y las capacidades del soldado, el cuerpo no lo acaba por soportar y acaba desvaneciéndose y falleciendo. Por eso Mantel oculta los cuerpos de los soldados muertos en un barco encallado en la playa de Gambou. Otro efecto ¨negativo¨ que tiene el Néctar es que mantiene la visión de los soldados pulcra y limpia, es decir, les impide ver sangre o muerte, lo que hace que la conciencia de los soldados no se vea alterada por muchos desmanes que cometan.